# Initiative populaire « Extension de la durée des vacances payées »
L'initiative populaire  « Extension de la durée des vacances payées » dite « initiative sur les vacances », est une initiative populaire fédérale suisse, rejetée par le peuple et les cantons le 10 mars 1985.

## Contenu
L'initiative propose d'ajouter un article 34octies à la Constitution fédérale pour définir un minimum de 4 semaines de congés payés jusqu'à 39 ans révolus et de 5 semaines par la suite et pour les jeunes de moins de 20 ans.
Le texte complet de l'initiative peut être consulté sur le site de la Chancellerie fédérale.

## Déroulement

### Contexte historique
Au niveau fédéral, le code des obligations fixe un minimum de 2 semaines de vacances par an (3 semaines pour les moins de 19 ans), avec la possibilité laissée aux cantons d'ajouter une semaine supplémentaire ; cette possibilité est alors utilisée par tous les cantons à l'exception de celui d'Obwald.
La décision de lancer cette initiative est prise lors du congrès du Parti socialiste suisse en 1976 ; elle est toutefois retardée de quelques années pour permettre de soutenir l'initiative pour la semaine des 40 heures lancée par l'Union syndicale suisse en 1983 ; son lancement sera donné après l'échec de la récolte des signatures de l'initiative précédente.

### Récolte des signatures et dépôt de l'initiative
La récolte des 100 000 signatures nécessaires a débuté le 17 octobre 1978. Le 8 octobre de l'année suivante, l'initiative a été déposée à la chancellerie fédérale qui l'a déclarée valide le 8 novembre.

### Discussions et recommandations des autorités
Le parlement et par le Conseil fédéral ont recommandé le rejet de cette initiative. Dans son messages aux Chambres fédérales, le gouvernement invoque comme principal motif de rejet l'inadéquation d'un objet tel que la réglementation de la durée des vacances dans un cadre constitutionnel ; de plus, cette initiative provoquerait une perte importante de souveraineté cantonale ainsi que dans la liberté d'action et de négociation entre partenaires sociaux.
Le gouvernement reconnaît cependant « que l'intensification du rythme du travail, les charges physiques et psychiques croissantes et les nuisances de la vie moderne justifient une prolongation équitable de la durée minimale des vacances » ; il propose donc un contre-projet indirect sous la forme d'une modification de l'article du code des obligations pour ajouter une semaine supplémentaires aux minimaux légaux.
Les buts mis en avant par les initiants sont la protection de la santé des salariés, l'augmentation du temps libre, la répartition de l'augmentation de la productivité et le plein emploi ; le contre-projet présenté par le Parlement ne répondant, selon eux, que partiellement aux exigences posées, ils décident de maintenir l'initiative.

### Votation
Soumise à la votation le 10 mars 1985, l'initiative est refusée par 18 6/2 cantons (soit tous sauf ceux du Tessin et du Jura) et par 65,2 % des suffrages exprimés. Le tableau ci-dessous détaille les résultats par cantons :

## Effets
Après ce refus populaire, une initiative parlementaire déposée le 22 juin 2001 par la conseillère nationale Susanne Leutenegger Oberholzer demande à nouveau un minimum de 5 semaines de vacances pour tous les salariés de plus de 50 ans ; cette initiative est rejetée en votation par le Parlement.
Dix ans plus tard, une nouvelle initiative populaire est lancée par le syndicat Travail.Suisse pour demander 6 semaines de vacances pour tous les travailleurs. Cette initiative est refusée en votation populaire le 11 mars 2012 par l'ensemble des cantons et 66,5 % des votants.